# Austin-Healey Sprite
Austin-Healey Sprite er en lille åben sportsvogn, der blev produceret i Storbritannien fra 1958 til 1971. Den blev annonceret til pressen i Monte Carlo af British Motor Corporation den 20. maj 1958, to dage efter årets Monaco Grand Prix. Den var tiltænkt som at være en billig model, som "en fyr kunne have i sit cykelskur", men det var dog efterfølger til sportsversionen af Austin Seven.
Sprite blev designet af Donald Healey Motor Company, og produktionen foregik på MG factory at Abingdon. Den oprindelige salgspris var £669, og den benyttede en tunet version af Austin A-Serie-motor og mange andre komponenter fra eksisterende biler muligt for at holde prisen nede.
Den oprindelige version af Austin-Healey Sprite fik hurtigt tilnavnet "frogeye" grundet lygternes udseende. Der blev produceret 48.987 eksemplarer af "frogeye" Sprite-modellen.
Da Mk. II Sprite blev introduceret i 1961 blev den fulgt op af en badge-engineered MG-version, kaldet en Midget, der genoplivede navnet som MG havde brugt fra 1920'erne til midten af 1950'erne. Entusiaster refererer ofte til senere Sprites og Midgets under den fælles betegnelse "Spridgets". MG-versionen af bilen var fortsat i produktion 7 år efter Austin-Healeymærket ophørte.

## Modeller
- Mark I (1958–1961)
- Mark II (1961–1964)
- Mark III (1964–1966)
- Mark IV (1966–1971)